# Аршауи, Файсал
Файса́л Аршауи́ (нем. Fayssal Harchaoui; род. 15 января 2006, Бергхайм, Северный Рейн-Вестфалия) — немецкий футболист, полузащитник клуба «Кёльн».

## Клубная карьера
Аршауи — воспитанник клуба «Кёльн».

## Международная карьера
В 2023 году в составе юношеской сборной Германии Аршауи выиграл юношеский чемпионат мира в Венгрии. На турнире он сыграл в матчах против команд Португалии, Шотландии, Швейцарии, Польши и дважды Франции.
В том же году в составе юношеской сборной Германии Аршауи выиграл юношеский чемпионат мира в Индонезии. На турнире он сыграл в матчах против команд Мексики, Новой Зеландии, Венесуэлы, США, Испании, Аргентины и Франции.

## Достижения
Международные
 Германия (до 17)
- Победитель юношеского чемпионата Европы — 2023
- Победитель юношеского чемпионата мира — 2023